# Očistimo Slovenijo 2012
Očistimo Slovenijo 2012 je bila vseslovenska okoljevarstvena akcija, katere namen je bil združiti 250.000 prostovoljcev za čiščenje komunalnih odpadkov z divjih odlagališč po vsej Sloveniji. Organiziralo jo je društvo Ekologi brez meja, potekala pa je 24. marca 2012. V njej je sodelovalo preko 280,000 prostovoljcev oz. skoraj 15 % prebivalcev Slovenije, ki so čistili nelegalno odvržene komunalne odpadke na divjih odlagališčih in urbanih površinah. Podobna akcija pod imenom Očistimo Slovenijo v enem dnevu! (OSVED!) je potekala že leta 2010 in je bila z okrog 270.000 udeleženci največja civilnodružbena iniciativa v zgodovini samostojne Slovenije. Tokratna akcija sodi v sklop vsesvetovne pobude World Cleanup 2012 (»Očistimo svet«), v kateri sodeluje več kot 70 držav.
V času po OSVED! so se člani društva posvečali predvsem ozaveščanju javnosti o problematiki ravnanja z odpadki in vzdrževanju registra divjih odlagališč, ki je nastal leta 2010 ob podpori Geopedie.
Tudi leta 2012 je napoved akcije doživela velik javni odziv. Nekaj dni pred 24. marcem je bilo po podatkih organizatorjev prijavljenih skoraj 121.000 posameznikov, sodelovanje so napovedale tudi skoraj vse slovenske občine. Slovenski predsednik Danilo Türk je postal častni pokrovitelj projekta, glasbenik Vlado Kreslin pa se je na prošnjo za uporabo katere njegovih skladb odzval tako, da je posebej za Očistimo Slovenijo 2012 z Mirom Tomassinijem napisal himno, za katero je bil posnet tudi videospot. Sodelovanje so napovedale inštitucije, kot so slovenska vojska, slovenska policija, Gasilska zveza Slovenije idr. Po uradnih podatkih je tudi tokrat sodelovalo preko 270.000 prostovoljcev oz. 12 % prebivalcev Slovenije, ki so skupaj zbrali 5000 ton odpadkov.
Po besedah organizatorjev je bil namen dogodka predvsem ozaveščanje; da se ne bi sprevrgla v potuho onesnaževalcem zato akcije v prihodnje niso nameravali več organizirati. Isto so napovedali že po zaključku projekta OSVED!, vendar so se pozneje odločili za ponovitev v sklopu pobude World Cleanup 2012. Šest let kasneje so kljub napovedim organizirali še Očistimo Slovenijo 2018.